# Carcassonne repülőtér
A Carcassonne repülőtér (IATA: CCF, ICAO: LFMK) egy nemzetközi repülőtér Franciaországban, Carcassonne közelében. Üzemeltetője a Transdev. Éves utasforgalma 279 275 fő (2022).
A repülőtéren található az École nationale de l'aviation civile (Francia Polgári Repülési Egyetem) kampusza.

## Futópályák
A repülőtér futópályái:
- 10/28 (2050 m, 45 m, aszfalt)
- 10L/28R (800 m, 28 m, fű)

## Forgalom
Az utasforgalom az elmúlt években az alábbi módon változott:
| Utasok száma | 12 006 | 135 475 | 187 819 | 427 547 | 452 594 | 368 021 | 413 724 | 398 716 | 351 982 | 279 275 |
|              | 1997   | 2000    | 2002    | 2006    | 2009    | 2011    | 2014    | 2017    | 2019    | 2022    |

## Légitársaságok és célállomások
| Légitársaság | Célállomások                                                                                     |
| ------------ | ------------------------------------------------------------------------------------------------ |
| Ryanair      | Charleroi, Dublin, London–Stansted, Manchester, Porto Szezonális: Cork, East Midlands, Edinburgh |